# Щедрин, Родион Константинович
Родио́н Константи́нович Щедри́н (род. 16 декабря 1932[…], Москва) — советский и российский композитор, пианист, музыкальный педагог, общественный деятель; народный артист СССР (1981), лауреат Ленинской премии (1984), Государственной премии СССР (1972) и двух Государственных премий РФ (1992, 2018). Полный кавалер ордена «За заслуги перед Отечеством».
Автор семи опер, пяти балетов, трёх симфоний, четырнадцати концертов, многочисленных произведений камерной, инструментальной, вокальной, хоровой и программной музыки, музыки к кино и театральным постановкам.

## Биография
Родион Щедрин родился в Москве в семье музыкантов. Отец — Константин Михайлович Щедрин (1894—1955), родился в селе Воротцы Тульской губернии, а детство провёл в Алексине на Оке. Выпускник Московской консерватории (1917), композитор и педагог. В 1935—1941 годах в национальной студии консерватории вёл курс истории музыки. Мать — Конкордия Ивановна Щедрина (дев. Иванова) (1908—1999), экономист, любитель музыки. В детстве Родион Щедрин часто бывал в Алексине, куда приезжал в гости к бабушке. В 1981 году Щедрин писал: 

Каждолетнее детство мое — бессознательное и уже сознательное, довоенное, все было связано с Алексином. Отец мой — Константин Михайлович и его братья без преувеличения светлели, когда произносили слово «Алексин». Лучшие годы жизни их были прожиты там, на окских берегах. В 1976 году вместе с дядей моим Евгением Михайловичем Щедриным мы поехали машиной в Алексин. Побывали на Радбужской улице, прошлись по «Щедринке», были в доме Щедрина, на кладбище, где похоронены дед мой и бабушка, походили по сосновому бору, увы, сильно поредевшему. Короче, ностальгические чувства нас не миновали.
Щедрин с детства был погружён в атмосферу музыки: отец хорошо играл на скрипке, в доме часто звучали музыкальные произведения в исполнении инструментального трио в составе отца и двух его старших братьев. Первым учителем музыки стал отец Константин Михайлович, который был одарён редкостными музыкальными способностями — «магнитофонной» памятью (запоминал музыку с одного раза), абсолютным слухом. Позже Родион Щедрин вспоминал об отце: «У него от природы были гигантские музыкальные способности, потрясающая память. Всё, что он слышал, мог воспроизвести — на любом инструменте, самодеятельно, не учась… Уж на что у меня память вроде бы неплохая, но рядом с отцом я — ноль».
Способности Родиона заметила приезжавшая в Алексин актриса Вера Пашенная, — за свой счёт она отправила мальчика в 1941 году в Москву, где он был принят в Центральную музыкальную школу при Московской консерватории. Уроки игры на фортепиано брал частным образом у М. Л. Гехтман.
С началом войны в октябре 1941 года семья Щедриных была эвакуирована в Куйбышев, где Константин Михайлович работал ответственным секретарём в эвакуированном туда Союзе композиторов. В этом же городе в эвакуации Дмитрий Шостакович, завершил ставшую знаменитой Седьмую симфонию; Родион присутствовал на генеральной репетиции произведения, которая проходила под управлением С. Самосуда.
Когда Щедрины вернулись в Москву, Родион продолжил учёбу в Центральной музыкальной школе. В биографических источниках описывается случай: в 1943 году мальчик бежал на фронт и, несмотря на трудности, добрался до Кронштадта. После этого отец подал документы Родиона в Нахимовское военное училище, но в 1944 году открылось Московское хоровое училище (ныне Академия хорового искусства имени В. С. Попова), возглавляемое А. В. Свешниковым, который пригласил Константина Михайловича преподавать там историю и теорию музыки. Тот, в свою очередь, попросил принять в училище и обладавшего превосходным слухом и замечательным голосом Родиона. В училище Родион пробыл до 1950 года, а затем до 1955 года учился в Московской консерватории имени П. И. Чайковского, которую с отличием окончил по двум специальностям: композиции (класс Ю. А. Шапорина) и фортепиано (класс Я. В. Флиера). В 1959 году там же окончил аспирантуру (руководитель Ю. А. Шапорин). Ещё будучи на четвёртом курсе, стал членом Союза композиторов РСФСР.
Часто выступал с исполнением собственных произведений как пианист.
В 1965—1969 годах — преподаватель композиции в Московской консерватории. Среди его учеников — О. Галахов, Б. Гецелев, Г. Минчев. Ушёл из консерватории, войдя в конфликт с партийным руководством теоретико-композиторского факультета. Это было связано с тем, что в 1968 году Щедрин отказался подписать письмо в поддержку вступления войск стран Варшавского договора в Чехословакию.
В. Познер: Оратория “Ленин в сердце народном” – это что? Это и есть заказ от первого секретаря ЦК КПСС? Расскажите.

Р. Щедрин: Дело в том, что в 1968 году я отказался подписать письмо, когда вводили наши войска в Чехословакию, и “Голос Америки” об этом оповещал. ... И надо мной сильно сгустились тучи. ... И надо было что-то… У власти же тысячи возможностей перекрыть тебе кислород. Тысячи. Не очень даже приметных. Но как раз приближалось столетие Ленина, и я сделал так же, как сделал мой очень близкий друг Андрей Вознесенский, который написал “Лонжюмо”. Чтобы просто как-то из этой трудной ситуации выбраться с честью. И я думаю, что я выбрался с честью, потому что текстами этой оратории были документальные воспоминания.Интервью Владимиру Познеру

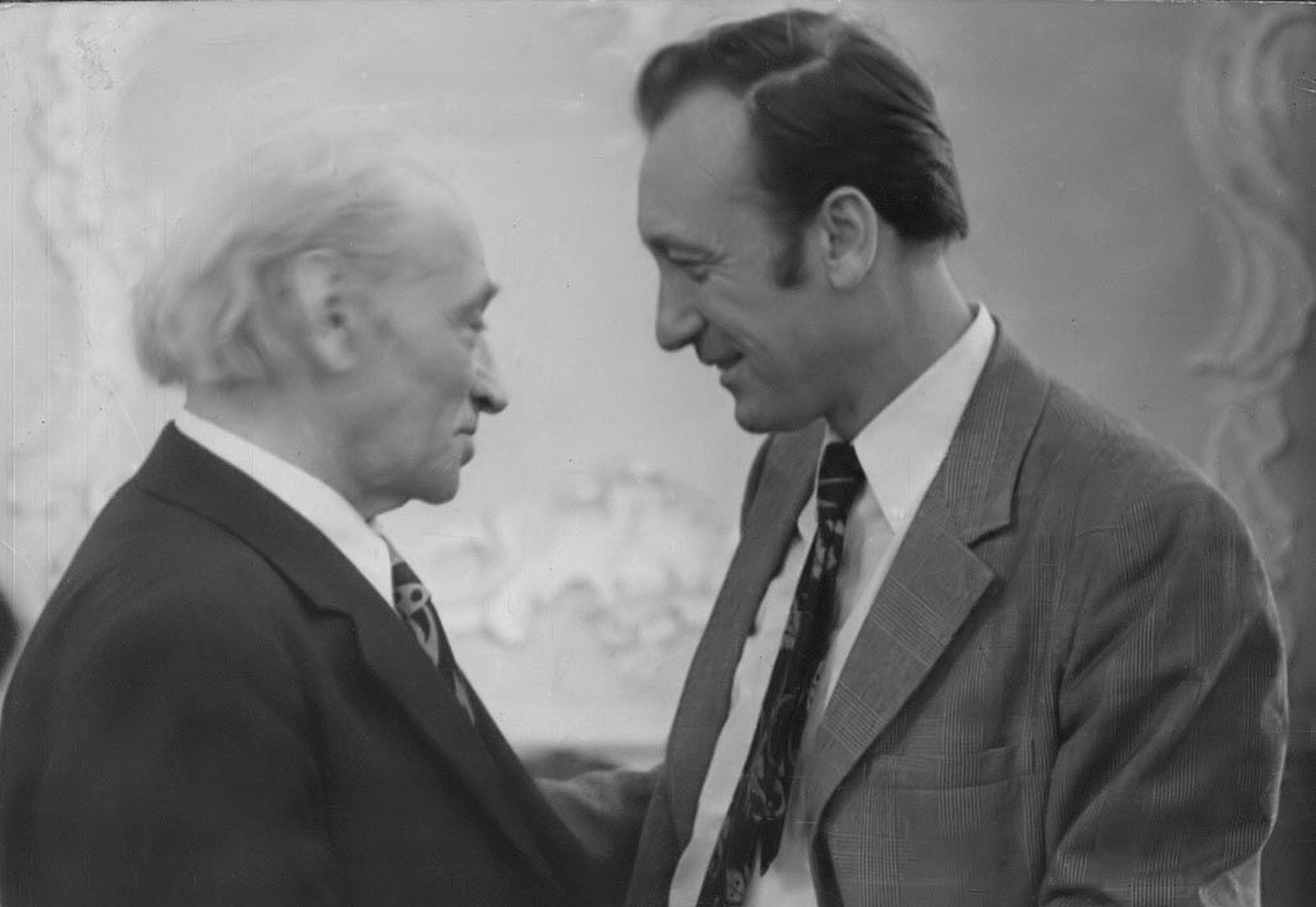
С Иегуди Менухиным, 1979 год

С 1962 года — секретарь правления Союза композиторов СССР.
В 1973 году был избран председателем правления Союза композиторов РСФСР. На этом посту проработал до 1990 года, добровольно его покинув, после чего был оставлен в роли почётного председателя Союза композиторов России. То, что во главе огромной российской композиторской организации столько лет стоял серьёзный композитор новаторской направленности, сыграло чрезвычайно прогрессивную роль. Велика была и его личная помощь композиторам, музыковедам, дирижёрам и другим.
«Долгое время Щедрин возглавлял Союз композиторов России, и мало кто знает, скольким молодым талантам — отверженным, гонимым властью, помог этот человек», — написал о нём в 2002 году Владимир Спиваков в буклете музыкального фестиваля, состоявшегося по случаю семидесятилетия композитора.
Член Советского комитета защиты мира с 1962 года. В 1989 году от Союза композиторов он был избран народным депутатом Верховного Совета СССР, был членом Межрегиональной Депутатской группы (1989—1991). Депутат Верховного Совета РСФСР 6, 9, 10 и 11-го созывов.
Имеет литовское гражданство в пору восстановления независимости Литвы. Вместе с Майей Плисецкой получили литовские паспорта в 1991 году первыми из россиян.
В 2022 году передал в дар Театральному музею имени А. А. Бахрушина московскую квартиру на Тверской, в которой они с супругой прожили почти 30 лет. Музей-квартира Майи Плисецкой стала двенадцатым филиалом этого музея. В экспозиции представлены интерьеры, личные вещи, фотографии и документы супружеской пары, музеефицирован рабочий кабинет Родиона Щедрина.

## Личная жизнь
С 1958 года Щедрин был женат на балерине Майе Михайловне Плисецкой (1925—2015). С 1990-х годов супруги жили в Мюнхене (Германия). Как рассказал Щедрин в декабре 2012 года в интервью Владимиру Познеру, детей у них с Плисецкой нет.

## Сочинения

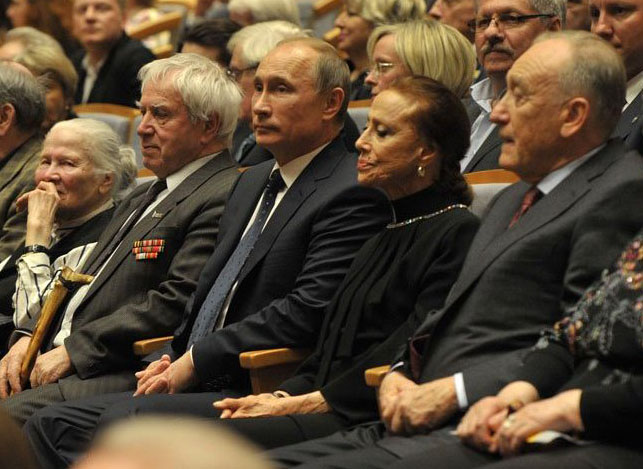
С Майей Плисецкой и Владимиром Путиным на открытии новой сцены Мариинского театра, 2 мая 2013 года

### Балеты
- «Конёк-Горбунок» (по одноимённой сказке П. П. Ершова, 1960)
- «Кармен-сюита» (транскрипция фрагментов оперы Ж. Бизе «Кармен», 1967)
- «Анна Каренина» (лирические сцены по «одноимённому роману» Л. Н. Толстого, 1972)
- «Чайка» (по мотивам одноимённой пьесы А. П. Чехова, 1980)
- «Дама с собачкой» (по одноимённому рассказу А. П. Чехова, 1985)

### Оперы
- «Не только любовь», лирическая опера в 4 действиях с эпилогом (по мотивам рассказов С. П. Антонова, либретто В. А. Катаняна, 1961)
- «Мёртвые души», оперные сцены (по роману «Мёртвые души» Н. В. Гоголя, либретто Р. Щедрина, 1977)
- «Лолита» (по одноимённому роману В. В. Набокова, либретто Р. Щедрина, 1992)
- «Очарованный странник» (по одноимённой повести Н. С. Лескова, либретто Р. Щедрина, 2002)
- «Боярыня Морозова» (русская хоровая опера для четырёх солистов, смешанного хора, трубы, литавр и ударных, либретто Р. Щедрина по мотивам «Жития протопопа Аввакума» и «Жития боярыни Морозовой», 2006)
- «Левша» (Сказ о тульском косом Левше, опера в двух действиях по одноимённой повести Н. С. Лескова, либретто Р. Щедрина, 2013)
- «Рождественская сказка» (опера-феерия в двух частях по мотивам сказки Б. Немцовой «О двенадцати месяцах» в переводе Н. С. Лескова и русских народных сказок, либретто Р. Щедрина, 2015)

### Для оркестра
Симфонии
- Симфония № 1. Для большого симфонического оркестра. В трех частях (1958)
- Симфония № 2 (25 прелюдий). Для большого симфонического оркестра. В пяти частях (1965)
- Симфония № 3 «Лица русских сказок». Symhonie concertante. Для симфонического оркестра. В пяти частях (2000)

Концерты
- «Озорные частушки» (1963)
- «Звоны» (1968)
- «Старинная музыка российских провинциальных цирков» (1989)
- «Хороводы» (1989)
- «Четыре русских песни» (1998)

Концерты для солирующих инструментов с оркестром
- Концерт № 1 для фортепиано с оркестром. В четырёх частях (1954)
- Концерт № 2 для фортепиано с оркестром. В трёх частях «Диалоги», «Импровизации», «Контрасты» (1966)
- Концерт № 3 для фортепиано с оркестром. «Вариации и тема» (1973)
- Концерт № 4 для фортепиано с оркестром. «Диезные тональности», в двух частях (1991)
- Концерт № 5 для фортепиано с оркестром. В трёх частях (1999)
- Концерт № 6 для фортепиано и струнных. Concerto lontano (2003)
- Концерт для трубы с оркестром. В трёх частях (1993)
- Концерт для виолончели с оркестром. Sotto voce concerto. В четырёх частях (1994)
- Parabola Concertante. Для виолончели соло, струнного оркестра и литавр (2001)
- Концерт для скрипки и струнного оркестра. Concerto cantabile. В трёх частях (1997)
- Концерт для альта и струнного оркестра с арфой. Concerto dolce (1997)
- Концерт для скрипки, трубы и струнного оркестра. Concerto parlando (2004)
- Концерт для гобоя с оркестром (2009)
- Двойной концерт «Романтическое приношение» (Romantic offering). Для фортепиано, виолончели и оркестра (2010)

Другое
- «Конёк-Горбунок». Две сюиты для оркестра (1955, 1965)
- «Не только любовь». Симфоническая сюита для большого симфонического оркестра и меццо-сопрано (1964)
- «Симфонические фанфары». Праздничная увертюра для оркестра (1967)
- Камерная сюита. Для двадцати скрипок, арфы, аккордеона и двух контрабасов (1961)
- «Кармен-сюита». Для струнных и ударных инструментов (1967)
- «Анна Каренина». Романтическая музыка для оркестра (1972)
- «Торжественная увертюра». Для большого симфонического оркестра (1982)
- «Автопортрет». Вариации для оркестра (1984)
- «Музыка для города Кётена». Для камерного оркестра (1984)
- «Геометрия звука». Для камерного оркестра (1987)
- «Чайка». Сюита из балета для большого симфонического оркестра. В пяти частях (1984)
- Музыка для струнных, двух гобоев, двух валторн и челесты (1985)
- «Стихира к тысячелетию Крещения Руси». Для симфонического оркестра (1988)
- «Хрустальные гусли». Для симфонического оркестра (1994)
- «Российские фотографии». Для струнного оркестра (1994)
- «Вологодские свирели» (в честь Б. Бартока). Для гобоя, английского рожка, валторны и струнных инструментов (1995)
- «Величание». Для струнного оркестра (1995)
- «Два танго Альбениса». Для симфонического оркестра (1996)
- «Slava, Slava!». Для симфонического оркестра. К 70-летию Мстислава Ростроповича (1997)
- «Preludium к девятой симфонии Бетховена». Для симфонического оркестра (1999)
- «Лолита-серенада». Симфонические фрагменты из оперы «Лолита» (2001)
- «Диалоги с Шостаковичем». Симфонические этюды для оркестра (2001)
- «Гейлигенштадтское завещание Бетховена». Симфонический фрагмент для оркестра (2008)
- «Симфонический диптих». По мотивам оперы «Очарованный странник». Для большого оркестра (2008)
- «Vivat!». Санкт-Петербургская увертюра. Для симфонического оркестра (2008)
- «Литовская сага». Симфоническая фреска для оркестра (2009)

### Вокальные сочинения
Для солистов, хора и оркестра
- «Маленькая кантата». Из оперы «Не только любовь» для солистов, смешанного хора и оркестра (1961)
- «Бюрократиада». Курортная кантата для солистов, хора и оркестра на тексты инструкции для отдыхающих в пансионате «Курпаты». Либретто Р. Щедрина (1963)
- «Поэтория». Концерт для поэта в сопровождении женского голоса, смешанного хора и оркестра на слова А. Вознесенского (1968)
- «Ленин в сердце народном». Оратория для солистов, смешанного хора и симфонического оркестра на народные слова в шести частях (1969) Композитор сочинил данное произведение с целью избавиться от политической травли в свой адрес[6].
- «М. Мусоргский. Детская». Вокальный цикл в семи частях с прелюдией и постлюдией. Оркестровая транскрипция Р. Щедрина, слова М. Мусоргского (1964)
- «Моление». Кантата для смешанного хора и оркестра на слова И. Менухина (1991)
- «Многая лета». Для фортепиано, смешанного хора и ударных (1991)

Для голоса
- «Три сольфеджио». Для голоса и фортепиано (1965)
- «Страдания». Для голоса и фортепиано. Слова народные в изложении В. Бокова (1965)
- «Таня-Катя». Песни без слов в народном стиле для сопрано и струнного оркестра (2002)
- «Таня-Катя II». Песни без слов в народном стиле для женского голоса и скрипки (2002)
- «Век мой, зверь мой!». Вокальный цикл на слова О. Мандельштама для тенора, рассказчицы и фортепиано (2003)
- «Клеопатра и Змея». Драматическая сцена для женского голоса и симфонического оркестра на текст заключительной сцены трагедии У. Шекспира «Антоний и Клеопатра» по одноимённой пьесе в переводе Б. Пастернака (2012). Премьера прошла 28 мая 2012 года на Зальцбургском фестивале; солистка — М. Эрдманн, оркестр Мариинского театра под управлением В. Гергиева. Российская премьера прошла в Мариинском театре 23 декабря 2012 года (солистка — Екатерина Гончарова).

Хоры a cappella
- Два хора на стихи А. Пушкина. Для смешанного хора (1950)
- «Ива, Ивушка». Вокализ. Для смешанного хора (1954)
- Четыре хора на стихи А. Твардовского. Для смешанного хора (1968)
- Четыре хора на стихи А. Вознесенского. Для смешанного хора (1971): 1. Тбилисские базары; 2. Первый лёд; 3. Горный родничок; 4. Песня вечерняя.
- «Русские деревни». Для смешанного хора на слова И. Харабарова (1973)
- «Стирала женщина белье». Для смешанного хора на слова И. Ляпина (1975)
- «Строфы „Евгения Онегина“». Шесть хоров на стихи А. Пушкина из романа в стихах «Евгений Онегин» для смешанного хора (1981)
- «Казнь Пугачёва». Поэма для смешанного хора на стихи А. Пушкина из «Истории Пугачёва» (1981)
- «Концертино». В четырёх частях для смешанного хора (1982)
- «Запечатленный ангел». Русская литургия. Хоровая музыка по Н. Лескову для смешанного хора и свирели (флейты) (1988)
- «Алый парус». Для детского хора на слова А. Грина (1997)
- «Серенада». Для смешанного хора (2003)
- Диптих на стихи А. Вознесенского (2003)
- Два русских хора (2008)

1. «Царская кравчая». По мотивам хоровой оперы «Боярыня Морозова»
2. Эпиграф графа Толстого к роману «Анна Каренина». Для смешанного хора

- «Месса поминовения». Для смешанного хора (2019)

### Фортепианные сочинения
- Пьесы

1. «Поэма» (1954)
2. «Токкатина» (1954)
3. «Юмореска» (1957)
4. «В подражание Альбенису» (1959)
5. «Тройка» (1959)

- 2 полифонические пьесы: Basso ostinato и Двухголосная инвенция (1961)
- 2 сонаты (1962, 1996)
- 24 прелюдии и фуги (1964—1970)
- Полифоническая тетрадь (25 прелюдий) (1972)
- Тетрадь для юношества (1981)
- «Частушки». Концерт для фортепиано соло (2001)
- «Дневник». 7 пьес для фортепиано (2002)
- «Вопросы». 11 пьес для фортепиано (2003)
- Sonatine Concertante для фортепиано (2005)
- Alla Pizzicato для фортепиано (2005)
- Hommage a Chopin. Для четырёх фортепиано (2005)
- «Романтические дуэты». Семь пьес для фортепиано в четыре руки (2007)
- «Простые страницы». Семь экспромтов для фортепиано (2009)
- «Концертный этюд» («Чайковский-этюд») для фортепиано (2010)

### Камерно-инструментальные сочинения
- Сюита для кларнета и фортепиано (1951)
- «Фрески Дионисия». Для камерного ансамбля (1981)
- «Музыкальное приношение». Для органа, трёх флейт, трёх фаготов и трёх тромбонов (1983)
- «Эхо-соната». Для скрипки соло (1984)
- «Три пастуха». Для флейты, гобоя и кларнета (1988)
- «Русские наигрыши». Для виолончели соло (1990)
- «Эхо на Cantus Firmus Орландо ди Лассо». Для органа и сопранино блокфлейты (1994)
- Фортепианный терцет для скрипки, виолончели и фортепиано (1995)
- «Ледяной дом». Русская сказка для маримбафона соло (1995)
- «Музыка издалека». Для двух басовых блокфлейт (1996)
- Соната для виолончели и фортепиано (1996)
- «Балалайка». Для скрипки соло без смычка (1997)
- «Пастораль». Для кларнета и фортепиано (1997)
- «Вариации и тема». Для скрипки соло (1998)
- «Менухин-соната». Для скрипки и фортепиано (1998)
- «Дуэты». Для скрипки соло (1999)
- «Гамлет баллада». Для тысячи (или ансамбля) виолончелей (2005)
- «Старинные мелодии русских народных песен». Мелодии из сборника Н. А. Римского-Корсакова «100 русских народных песен». Для виолончели и фортепиано (2006)
- «Лирические сцены». Для струнного квартета (2006)
- «Цыганская мелодия». Для скрипки соло (2006)
- «На посошок». Памяти М. Л. Ростроповича. Для шести виолончелей и альтовой блокфлейты (или для флейты, гобоя, кларнета, трубы и виолончели) (2007)
- «Бельканто на русский лад». Для виолончели и фортепиано (2007)
- «Поездка в Эйзенштадт». Для скрипки и фортепиано (2009)
- Dies irae по гравюрам на дереве Альбрехта Дюрера «Апокалипсис» для 3 органов и 3 труб (2009/2010)

### Музыка для театра
- «Они знали Маяковского». Пьеса В. Катаняна, постановка Н. Петрова (Александринский театр, Ленинград, 1954)
- «Они знали Маяковского» (фильм-спектакль), режиссёр: Н. Петров (1955)
- «Первая симфония». Комедия А. Гладкова (Театр ленинского комсомола, 1956)
- «Мистерия-буфф» по пьеса В. Маяковского, режиссёр В. Плучек (Московский театр сатиры, 1957)
- «Дамоклов меч». Пьеса Н. Хикмета, режиссёр В. Плучек (Московский театр сатиры, 1959)
- «Гроза» по пьесе А. Островского (Малый театр, 1961)
- «Баня» по пьесе В. Маяковского (1962)
- «Тёркин на том свете» по поэме А. Твардовского, режиссёр В. Плучек (Московский театр сатиры, 1965)
- «Чайка» (фильм-спектакль) (1982)
- «Нина и 12 месяцев», мюзикл (на японском языке по сказке С. Я. Маршака, 1988)

### Фильмография
- 1955 — Петушок — Золотой гребешок (мультфильм)
- 1956 — Колобок (мультфильм)
- 1957 — Высота
- 1958 — Коммунист
- 1959 — Люди на мосту
- 1960 — Нормандия — Неман
- 1961 — А если это любовь?
- 1961 — Сказка о Коньке-Горбунке (фильм-балет)
- 1962 — Баня (мультфильм)
- 1967 — Анна Каренина
- 1969 — Балерина (фильм-балет)
- 1969 — Сюжет для небольшого рассказа
- 1970 — Озорные частушки (фильм-балет)
- 1970 — Самый главный (мультфильм)
- 1973 — Озорные частушки (короткометражная музыкальная комедия)
- 1974 — Анна Каренина (фильм-балет)
- 1984 — Над нами не каплет... (мультфильм)
- 1986 — Дама с собачкой (фильм-спектакль)
- 1990 — Прости, народ православный! (фильм-балет)
- 2004 — Чуча-3 (мультфильм)

Участие в фильмах
- 1970 — Композитор Родион Щедрин (документальный)
- 2002 — Майя Плисецкая (из документального цикла «Портреты эпохи»)
- 2008 — Евгений Светланов. Воспоминание… (документальный)
- 2008 — Формула счастья Саулюса Сондецкиса (документальный)
- 2012 — Андрис Лиепа. Трудно быть Принцем (документальный)

## Признание
Государственные награды СССР и Российской Федерации

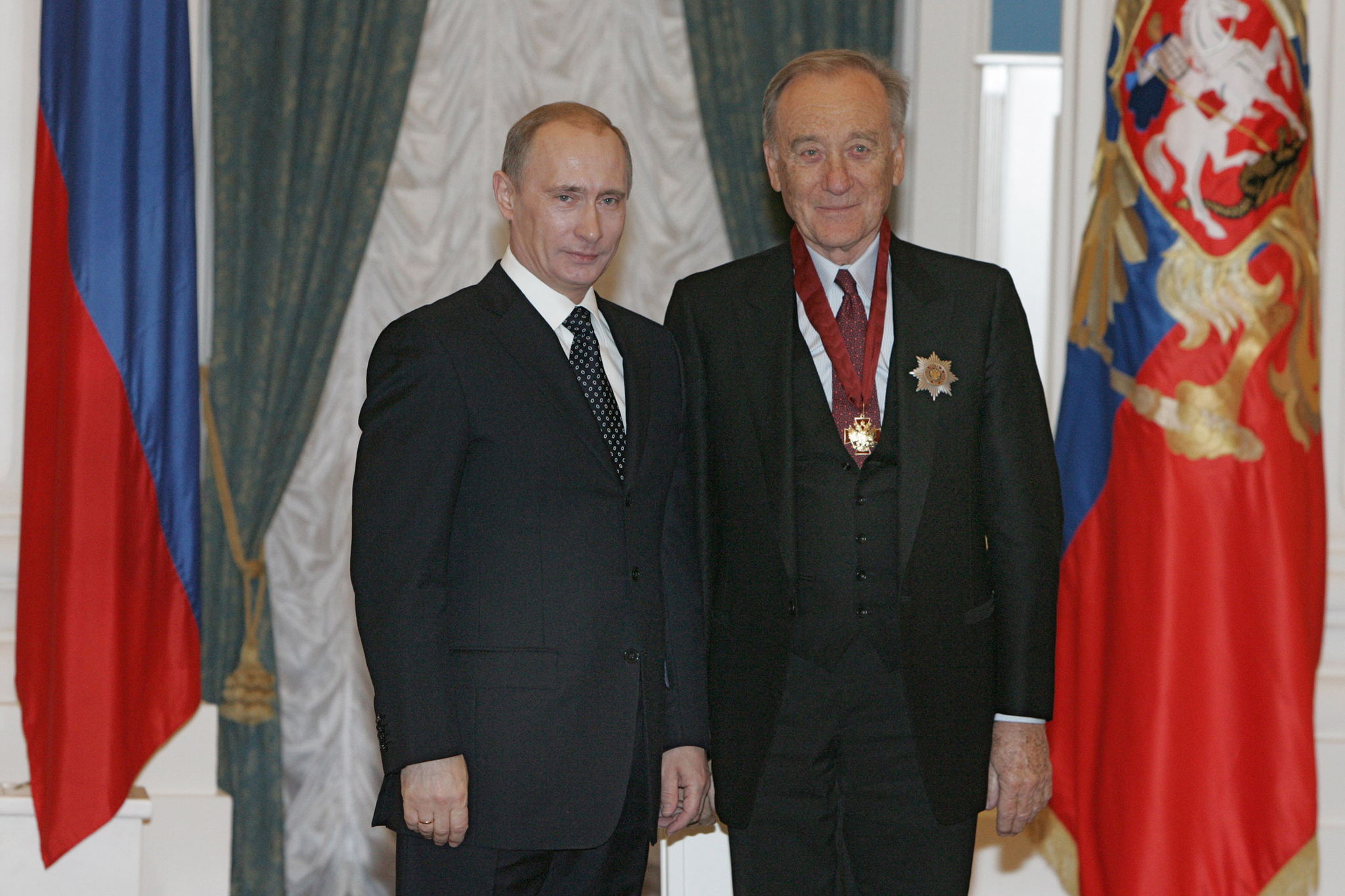
Награждение орденом «За заслуги перед Отечеством» II степени, 29 апреля 2008 года

- Заслуженный деятель искусств РСФСР (1970)
- Народный артист РСФСР (1976)
- Народный артист СССР (1981) — за большие заслуги в развитии советского музыкального искусства[9]
- Государственная премия СССР (1972) — за ораторию «Ленин в сердце народном» и оперу «Не только любовь» (61, новая редакция)
- Ленинская премия (1984) — за оперу «Мёртвые души» (1977 год), поэму для хора «Казнь Пугачёва» (1981 год), «Торжественную увертюру» для симфонического оркестра
- Государственная премия Российской Федерации в области литературы и искусства (1992) — за хоровую музыку «Запечатлённый ангел» по Н. Лескову[10]
- Государственная премия Российской Федерации (2018) — за выдающиеся достижения в области гуманитарной деятельности[11].
- орден Ленина (1982) — за большие заслуги в развитии советского музыкального искусства и в связи с пятидесятилетием со дня рождения[12]
- орден Трудового Красного Знамени (1971)
- орден «Знак Почёта» (1967) — за заслуги в развитии советского искусства, активное участие в коммунистическом воспитании трудящихся и многолетнюю плодотворную работу в учреждениях культуры[13]
- орден «За заслуги перед Отечеством» I степени (2022) — за большой вклад в развитие отечественной культуры и искусства, многолетнюю плодотворную деятельность[14]
- орден «За заслуги перед Отечеством» II степени (2007) — за выдающийся вклад в развитие отечественного музыкального искусства и многолетнюю творческую деятельность[15]
- орден «За заслуги перед Отечеством» III степени (2002) — за большой вклад в развитие музыкального искусства[16]
- орден «За заслуги перед Отечеством» IV степени (2012) — за большой вклад в развитие отечественной музыкальной культуры и многолетнюю творческую деятельность[17]
- орден Почёта (2017) — за большой вклад в развитие отечественного музыкального искусства и многолетнюю творческую деятельность[18]

Другие награды, премии
- премия имени Д. Д. Шостаковича (Россия, 1992)
- премия Crystal Award Всемирного экономического форума (Давос, 1995)
- номинант на премию «Грэмми» в номинации «Лучшее сочинение в современной академической музыке» за Concerto cantabile (1997)
- композитор года Питтсбургского симфонического оркестра (2002)
- Гранд-офицер «ордена За заслуги перед Литвой» (2003, Литва)[19][20]
- золотая медаль «За заслуги в культуре Gloria Artis» (2008, Польша)
- немецкая музыкальная премия «Echo Klassik 2008» — за оперу «Боярыня Морозова» (2008)
- премия «Овация» (2008)
- золотая медаль Министерства культуры Армении (2008)[21]
- театральная премия «Золотая маска» — за оперу «Очарованный странник» (2009)
- номинант на премию «Грэмми» в номинации «Лучшее произведение современного композитора в области академической музыки» за оперу «Очарованный странник» (2009)
- памятная медаль «150-летие А. П. Чехова» (2010)[22]
- орден Святой Анны 3-й степени (2010) (указ № 1/АII-III-2010, грамота № 12/AIII-2010, подписаны в Мадриде), в воздаяние заслуг перед Отечеством[23].
- премия города Москвы в области литературы и искусства — за создание русской хоровой оперы «Боярыня Морозова» (2012)
- почётная премия РАО «За вклад в развитие науки, культуры и искусства»[24].
- международная премия за развитие и укрепление гуманитарных связей в странах Балтийского региона «Балтийская звезда» (Министерство культуры и массовых коммуникаций РФ, Союз театральных деятелей РФ, комитет по культуре правительства Санкт-Петербурга, 2013)[25]
- приз «Золотой диск» фирмы «Мелодия»

Почётные звания
- член-корреспондент Баварской академии изящных искусств (1976)
- почётный член Общества Ф. Листа (США, 1979)
- почётный член Академии изящных искусств ГДР (1982)
- почётный член Международного музыкального совета при ЮНЕСКО (1985)
- член Берлинской академии искусств (1989)
- почётный профессор Московской консерватории (1997)
- почётный профессор Санкт-Петербургской консерватории им. Н. А. Римского-Корсакова (2005)
- почётный профессор МГУ им. М. В. Ломоносова (2007)
- почётный профессор Пекинской консерватории (2008)

Другое
- В честь Родиона Щедрина астроном Крымской астрофизической обсерватории Людмила Карачкина назвала открытый ею 20 октября 1982 года астероид 4625 Shchedrin. Астероид 4626 назван ею в честь Майи Плисецкой.
- Именем Р. К. Щедрина названа музыкальная школа № 68 в Москве[26].
- Именем Р. К. Щедрина с его согласия в августе 2014 года назван Тольяттинский музыкальный колледж[27].
- Именем Щедрина названа школа искусств в Алексине Тульской области.

## Современники о Щедрине
Однажды Гия Канчели …говорил мне о Родионе Щедрине: „Это большой композитор, может быть, крупнейший в мире сейчас“. Привыкнув к ревнивому лепету моих коллег, я был поражён.
Щедрин — большое „Щ“ русской музыки. Такой буквы нет ни в одном алфавите — ни в английском, ни в немецком. Беспощадная новая его музыка — мощная, щемящая, прищуренная от боли или от смеха. Великие Шостакович, Шенберг, Шнитке, Штокхаузен работали в реалиях XX века. Щедрин же прыгнул с нами физически в XXI век.
Какой надо иметь талантиЩЕ, чтобы из нашего дерьма и ужаса создать сокровиЩЕ!
Ещё, Щедрин, ещё!Андрей Вознесенский
Его гениальное ощущение оркестрового звучания сказалось не только в очень популярных Первом концерте для оркестра „Озорные частушки“ и „Кармен-сюите“. Королём современного оркестра называют его профессионалы, имея в виду максимальную звуковую выразительность при максимальной концентрации и экономии средств. Его произведения играют лучшие исполнители мира, такие как Л. Маазель, С. Озава, М. Янсонс, О. Мустонен, М. Венгеров.
Особенно я ценю его неприятие компромиссов даже в очень трудное для русской музыки время. Он всегда был новатором в музыке и не опасался публично демонстрировать свою полную поддержку любым отклонениям от „официального советского музыкального курса“.Мстислав Ростропович
В этом сезоне надеюсь познакомить как можно более широкий круг зрителей с новой постановкой Мариинского театра — «Мёртвыми душами». Это великая опера Родиона Щедрина, не я один, кстати, ставлю это произведение в один ряд с «Войной и миром» Прокофьева или с «Леди Макбет Мценского уезда» Шостаковича. С первой же минуты мы видим в гоголевских героях себя, это зеркало беспощадно метко показывает, как мы живём, какие мы жуткие и почему такими стали.Валерий Гергиев
Щедрин — мастер оркестровки, комбинаций оркестровых красок, внезапных эффектов. Материал его произведений кажется на первый взгляд обманчиво простым. Но искусная изощренность его языка ведет нас в глубины музыки, которая полна искрометности, остроумия, иронии, юмора, жизнерадостности, подлинного комизма…Лорин Маазель
Его музыка вечна, популярность её будет со временем только возрастать. Большие личности всегда задают тон времени. Новое не всегда удобно для современников, что закономерно. Для меня Родион фигура знаковая, Он великий композитор. Время его настоящего полного признания ещё впереди. Я уверен, что его будут играть всегда и везде. Главное, что его творчество всегда связано с русским фольклором. Он национальный русский композитор. Я очень люблю его музыку, чту его как пианиста, как моего великого друга.Сергей Доренский
Я могу сказать, что мой слух необыкновенно любовался его „Кармен-сюитой“. Это для меня прелестная совершенно вещь, потому что здесь как бы современное перенесение музыки не оскорбляет то, что всем известно. Наоборот, музыка целует музыку. Они находятся в нежном и неоскорбительном для слуха союзе.Белла Ахмадулина
Сочетание блестящего остроумия и глубокого чувства драмы, тонкой мысли и мощной конструкции, смелого, подчас дерзкого эксперимента и неизменности русской национальной традиции, помноженное на высочайшую технику письма, — это всегда восхищало и восхищает меня в творчестве Родиона Щедрина.Михаил Плетнёв
Казнь Пугачёва» — одно из самых дорогих для меня сочинений Щедрина. Его язык, как всегда, у Родиона, правдив и ярок. Четкая архитектоника эпизодов, свободная техника письма, искусное сплетение голосов — все это делает музыку «Пугачева» совершенной. Здесь нет ничего лишнего, здесь каждая нота, каждый нюанс, каждый штрих используются с предельной силой и эффективностью. Для меня каждое исполнение поэмы «Казнь Пугачева» — это лично пережитое событие.
Требовательность Родиона хорошо известна, с годами он своих принципов не изменил: интерпретатор должен буквально до сотой доли выполнять все то, что написано в партитуре. Мастерство и совершенство складываются из нюансов, из деталей, из четкого выполнения указаний композитора. Общая линия, конечно, крайне важна, но художественное целое немыслимо без наличия всех слагаемых в интерпретации. И здесь нет главного и второстепенного: все важно, каждая мельчайшая деталь определяет высокий конечный результат.Борис Тевлин